# Megalocottus platycephalus
Megalocottus platycephalus és una espècie de peix pertanyent a la família dels còtids i l'única del gènere Megalocottus.

## Subespècies
- Megalocottus platycephalus platycephalus (Pallas, 1814)
- Megalocottus platycephalus taeniopterus (Kner, 1868)[2]